# Michail Grigorenko
Michail Olegovič Grigorenko (rusky Михаил Олегович Григоренко; * 16. května 1994) je profesionální ruský hokejový útočník momentálně působící v týmu HC CSKA Moskva v KHL. S moskevským klubem vyhrál dvakrát Gagarinův pohár v letech 2019 a 2022. V roce 2012 byl draftován v 1. kole jako 12. celkově klubem Buffalo Sabres. V zámořské lize NHL zatím oblékl dresy Buffala, Colorada a Columbusu.

## Individuální úspěchy
- 2011–12 - Michel Bergeron Trophy
- 2011–12 - Michael Bossy Trophy
- 2011–12 - CHL Rookie of the Year

## Klubové statistiky
| Sezona      | Klub                  | Soutěž      | Základní část | Základní část | Základní část | Základní část | Základní část | Play off | Play off | Play off | Play off | Play off |
| Sezona      | Klub                  | Soutěž      | Z             | G             | A             | B             | TM            | Z        | G        | A        | B        | TM       |
| ----------- | --------------------- | ----------- | ------------- | ------------- | ------------- | ------------- | ------------- | -------- | -------- | -------- | -------- | -------- |
| 2011/12     | Quebec Remparts       | QMJHL       | 59            | 40            | 45            | 85            | 12            | 11       | 3        | 7        | 10       | 4        |
| 2012/13     | Quebec Remparts       | QMJHL       | 33            | 30            | 24            | 54            | 8             | 11       | 5        | 9        | 14       | 0        |
| 2012/13     | Buffalo Sabres        | NHL         | 25            | 1             | 4             | 5             | 0             | —        | —        | —        | —        | —        |
| 2012/13     | Rochester Americans   | AHL         | —             | —             | —             | —             | —             | 2        | 0        | 0        | 0        | 0        |
| 2013/14     | Buffalo Sabres        | NHL         | 18            | 2             | 1             | 3             | 2             | —        | —        | —        | —        | —        |
| 2013/14     | Quebec Remparts       | QMJHL       | 23            | 15            | 24            | 39            | 6             | 5        | 1        | 8        | 9        | 6        |
| 2013/14     | Rochester Americans   | AHL         | 9             | 0             | 4             | 4             | 0             | 5        | 0        | 0        | 0        | 2        |
| 2014/15     | Rochester Americans   | AHL         | 43            | 14            | 22            | 36            | 27            | —        | —        | —        | —        | —        |
| 2014/15     | Buffalo Sabres        | NHL         | 25            | 3             | 3             | 6             | 2             | —        | —        | —        | —        | —        |
| 2015/16     | Colorado Avalanche    | NHL         | 74            | 6             | 21            | 27            | 8             | —        | —        | —        | —        | —        |
| 2016/17     | Colorado Avalanche    | NHL         | 75            | 10            | 13            | 23            | 18            | —        | —        | —        | —        | —        |
| 2017/18     | HC CSKA Moskva        | KHL         | 45            | 10            | 13            | 23            | 14            | 21       | 9        | 4        | 13       | 28       |
| 2018/19     | HC CSKA Moskva        | KHL         | 55            | 17            | 35            | 52            | 10            | 20       | 13       | 8        | 21       | 10       |
| 2019/20     | HC CSKA Moskva        | KHL         | 47            | 19            | 22            | 41            | 4             | 4        | 1        | 1        | 2        | 0        |
| 2020/21     | Columbus Blue Jackets | NHL         | 32            | 4             | 8             | 12            | 6             | —        | —        | —        | —        | —        |
| 2021/22     | HC CSKA Moskva        | KHL         | 41            | 18            | 15            | 33            | 8             | 22       | 8        | 4        | 12       | 2        |
| 2022/23     | HC CSKA Moskva        | KHL         |               |               |               |               |               |          |          |          |          |          |
| NHL celkově | NHL celkově           | NHL celkově | 249           | 26            | 50            | 76            | 36            | —        | —        | —        | —        | —        |
| KHL celkově | KHL celkově           | KHL celkově | 188           | 64            | 85            | 149           | 36            | 67       | 31       | 17       | 48       | 40       |

### Reprezentační statistiky
| 2009            | Rusko 18        | Hlinka Gretzky Cup | 4  | 1  | 0  | 1  | 2  | Stříbrná medaile |
| 2010            | Rusko 18        | Hlinka Gretzky Cup | 4  | 0  | 4  | 4  | 4  | 5. místo         |
| 2011            | Rusko 18        | MS18               | 7  | 4  | 14 | 18 | 18 | Bronzová medaile |
| 2011            | Rusko 18        | Hlinka Gretzky Cup | 5  | 0  | 4  | 4  | 0  | Bronzová medaile |
| 2012            | Rusko 20        | MSJ                | 6  | 2  | 3  | 5  | 0  | Stříbrná medaile |
| 2013            | Rusko 20        | MSJ                | 7  | 2  | 4  | 6  | 2  | Bronzová medaile |
| 2014            | Rusko 20        | MSJ                | 7  | 5  | 3  | 8  | 0  | Bronzová medaile |
| 2018            | OAR             | ZOH                | 6  | 1  | 3  | 4  | 0  | Zlatá medaile    |
| 2018            | Rusko           | MS                 | 8  | 4  | 2  | 6  | 0  | 6. místo         |
| 2019            | Rusko           | MS                 | 10 | 4  | 1  | 5  | 2  | Bronzová medaile |
| 2021            | ROC             | MS                 | 5  | 3  | 4  | 7  | 2  | 5. místo         |
| 2022            | ROC             | ZOH                | 6  | 1  | 0  | 1  | 0  | Stříbrná medaile |
| Junioři celkově | Junioři celkově | Junioři celkově    | 40 | 14 | 32 | 46 | 26 |                  |
| Senioři celkově | Senioři celkově | Senioři celkově    | 35 | 13 | 10 | 23 | 4  |                  |